# Szkolne lata Toma Browna
Szkolne lata Toma Browna (ang. Tom Brown’s Schooldays lub Tom Brown’s School Days, spotykana także pod nazwami Tom Brown at Rugby, School Days at Rugby oraz Tom Brown’s School Days at Rugby) – powieść Thomasa Hughesa z 1857 roku, której historia rozgrywa się w latach 30. XIX wieku w Rugby School.
Książka ukazuje beztroskie życie jej tytułowego bohatera – Toma Browna, który w wieku jedenastu lat zostaje przeniesiony do szkoły z internatem. Choć uwagę chłopca początkowo pochłaniają sporty, to z czasem zwraca on większą uwagę na zachowanie innych uczniów, stając się bardziej psotliwym i słabiej uczącym się. Umiejętne i rozumne postępowanie dyrektora sprawia, że Tom przechodzi metamorfozę i zaczyna przykładać wagę do takich cech jak obowiązkowość i odwaga. Powierzona mu opieka nad młodszym kolegą George’em Arthurem wywołuje chęć dawania dobrego przykładu i roztaczania opieki nad słabszymi.
Książka stanowi przykład gatunku powieści szkolnej i uznawana jest za pierwszą w historii o tematyce życia szkolnego. W 1898 roku znalazła się w zestawieniu 100 najlepszych powieści wszech czasów magazynu „The Bookman”. Jej treść wywarła duży wpływ na Pierre’a de Coubertina i jego filozofię olimpizmu. Stanowiła także jedną z inspiracji J.K. Rowling do napisania serii książek o Harrym Potterze. Polskie wydania powieści ukazały się w 1913 oraz 1933 roku.

## Geneza
Powieść została pierwotnie opublikowana pod tytułem by an Old Boy of Rugby. W dużej mierze oparta jest na doświadczeniach autora, który uczęszczał do Rugby School w latach 1834–1842. Postać Toma Browna wzorowana jest na osobie brata pisarza, George’a Hughesa, który również uczył się w tej szkole. Szkoła z internatem znajduje się w mieście Rugby, w środkowej Anglii we wschodniej części hrabstwa Warwickshire, nad rzeką Avon. W czasach, gdy uczęszczali do niej bracia Hughes, była przeznaczona tylko dla chłopców.
Najbardziej znanym dyrektorem szkoły był duchowny anglikański Thomas Arnold, który zarządzał szkołą w latach 1828–1842. Stworzył modelową szkołę brytyjskiej edukacji opartą na rywalizacji sportowej jako wyrazie ducha chrześcijańskiej męskości. Koncepcja ta spotkała się z dużą popularnością wśród Brytyjczyków i zapoczątkowała narodziny społecznego ruchu o nazwie „Muskularne Chrześcijaństwo” (Muscular Christianity). Dyrektor Thomas Arnold jest jedną z postaci występujących w powieści pod niezmienionym nazwiskiem. Uważa się także, że postać George’a Arthura oparta jest na Arthurze Penrhynie Stanleyu, który uczył się w Rugby School w tym czasie co autor. Książka została przez autora dedykowana wdowie po Thomasie Arnoldzie.
Ilustracje do wersji książki z 1885 roku wykonał Sydney Prior Hall, brytyjski rysownik i malarz portretowy, jeden z czołowych artystów późnego okresu wiktoriańskiego. Wydanie powieści z 1911 roku zilustrował Louis Rhead.
Kontynuacją powieści jest wydana w 1861 roku książka Tom Brown w Oksfordzie.

## Fabuła
Początek części pierwszej powieści ukazuje beztroskie życie Toma Browna w rodzinnym Vale of White Horse i pierwszy rok nauki w lokalnej szkole. W wyniku epidemii gorączki dzieci zostały odesłane do domów, a jedenastoletni Tom – przeniesiony do szkoły z internatem, Rugby School. Chłopiec wraz z ojcem przybył z Berkshire do Londynu, skąd następnie udał się samemu do szkoły w Rugby podróżując dyliżansem tally-ho. Mijając bramę szkoły, spotkał Harry’ego Easta, którego ciocia poprosiła o zajęcie się nowo przybyłym uczniem. Chłopcy udali się wspólnie na zakupy, by młody Tom nie zwracał na siebie uwagi innych uczniów strojami, które przywiózł z domu. East pokazał mu wszystkie najważniejsze zakątki w szkole, w tym boisko – jedno z najważniejszych miejsc rywalizacji społeczności uczniowskiej. Rozmaite rozrywki i zawody sportowe stanowiły bowiem kluczowy element życia szkolnego i moralnego. Podczas rozgrywanego wieczorem meczu młody Tom wszedł na boisko na jedną z ostatnich akcji i uratował swoją drużynę przed utratą bramki, czym zjednał sobie pierwsze pozytywne opinie rówieśników. By mocniej wkupić się w ich łaski, podczas kolacji podzielił się z kolegami kiełbasą, był szczodry i rozmowny. Kolejnego dnia chłopcy spotkali Flashmana, największego ze szkolnych łobuzów, który zwerbował młodych uczniów do udziału w „zabawie” polegającej na podrzucaniu ich na prześcieradle. Godząc się na nią, chłopcy uratowali wielu innych, bardziej nieśmiałych malców od partycypacji w grze. Choć rozgrywki te były dla nich bolesne, młodzieńcy nie krzyczeli z bólu, czym wprawili w niezadowolenie głównego organizatora. Rozgrywki te spowodowały, iż Tom Brown zdecydował się podjąć swego rodzaju walkę o niepodległość, nie godząc się odtąd na zabawy ze starszymi oraz wykonywanie zadanych przez nich poleceń. Całą uwagę chłopca pochłaniały psoty i sporty. Podczas jednego z konkursów fantowych Tom wylosował najlepszy z możliwych losów, czym po raz kolejny wprawił w niezadowolenie grupę starszych uczniów, szantażujących go, by zrzekł się nagrody. Ten, nie godząc się na to, został przez nich schwytany i przypalony ogniem z kominka w ramach przyznanej mu kary. Gdy z upływem lat chłopiec znalazł się w wyższej klasie, sam zaczął korzystać z pozycji „silniejszego” i łamał zasady panujące w szkole. Jego krnąbrna postawa w połączeniu z kilkoma innymi incydentami spowodowała, że groziło mu wraz z Eastem wydalenie ze szkoły z uwagi na złe zachowanie. Umiejętne i rozumne postępowanie dyrektora sprawiło jednak, że Tom zmienił się, a cała zaistniała sytuacja była pierwszym impulsem do przyszłej metamorfozy chłopca.
Część druga powieści opisuje funkcjonowanie Toma Browna po zmianie swojego zachowania i kształtowania na nowo jego charakteru. Bohater zaczął przykładać wagę do takich cech jak odwaga i obowiązkowość. Powierzona mu opieka nad nowo przybyłym kolegą George’em Arthurem wywołała w nim chęć dawania dobrego przykładu i roztaczania opieki nad słabszymi. Nowicjusz okazał się być bardzo religijnym chłopcem, czym wywołał pozytywne zaskoczenie u samego Toma – także religijnego, który jednak krył się ze swoją wiarą przed innymi kolegami, aby uniknąć ich drwin. Gdy młody Arthur poprosił Toma, by ten pomógł mu nawiązać znajomość z jednym z jego rówieśników – Martinem, tytułowy bohater powieści zrobił wszystko, by chłopcy się poznali i zaprzyjaźnili. Młodzieńców połączyła miłość do ptaków, wspólnie wędrowali po okolicy, wyszukując jaj i hodując je w swoich pokojach. Po pewnym czasie Arthur osiągnął znacznie lepsze wyniki w nauce od swojego opiekuna, przez co szybciej opuścił mury szkoły. Podczas pożegnania poprosił Toma, by ten zrezygnował ze ściągania podczas lekcji, gdyż nie to jest celem jego pobytu w Rugby. Główny bohater książki, pomimo wątpliwości, postanowił podjąć próbę rezygnacji z materiałów pomocniczych. Ostatni mecz krykieta, rozgrywany pod koniec powieści, kiedy Tom i jego koledzy mieli pod osiemnaście lat i niebawem mieli opuścić szkołę, ukazał dojrzałość dystyngowanych młodych dżentelmenów. Rywalizowali ze sobą z dużą wprawą i honorem, nawet najmniej wysportowani chłopcy prezentowali godne podziwu opanowanie i wytrwałość. Ich priorytety uległy zmianie. W rozgrywkach sportowych najważniejsza stała się dla nich sama gra, a nie zwycięstwo, dlatego mecz krykieta skończył się honorową porażką drużyny z Rugby. Na zakończenie tytułowy bohater stwierdził, iż jego postawa przyczyniła się poniekąd do reformy całej szkoły, gdyż w trakcie kilku lat jego edukacji nastąpiło wiele zmian na lepsze w relacjach między uczniami wszystkich szczebli.

## Główni bohaterowie
Opracowano na podstawie treści książki.
- Tom Brown – tytułowy bohater powieści, uczeń Rugby School
- Harry „Scud” East – uczeń, który od samego początku opiekuje się Tomem i staje się jego najlepszym przyjacielem
- Thomas Arnold – dyrektor szkoły
- Mary Arnold – żona dyrektora szkoły
- Flashman – uczeń, który dręczy Toma i innych jego rówieśników
- Diggs – starszy uczeń, który pomaga rozwiązywać kłopoty z udziałem Toma
- George Arthur – nowo przybyły uczeń, którym Tom będzie się opiekował przez cały jego pobyt w szkole
- Martin „Madman” – uczeń, który staje się najlepszym przyjacielem George’a Arthura

## Narracja
W tekście występuje wyraźnie wskazany narrator trzecioosobowy, który w czasie przeszłym opisuje dzieciństwo i dorastanie Toma Browna, a w czasie teraźniejszym charakteryzuje mecze krykieta oraz walki pomiędzy uczniami. W książce pojawiają się jednak sytuacje opisywane także w formie narracji pierwszoosobowej, czego przykładem może być retrospektywna ocena teologii kazania Thomasa Arnolda lub homilii George’a Arthura. Autor książki przyjmuje momentami ton nawracający, co potwierdza w swojej przedmowie do szóstego wydania dzieła, pisząc: „Moim jedynym celem było głosić kazania chłopcom”. Wnikliwa analiza dzieła wskazuje jednak również na regularny głos autorski skierowany w kierunku dorosłej publiczności.

## Wpływ

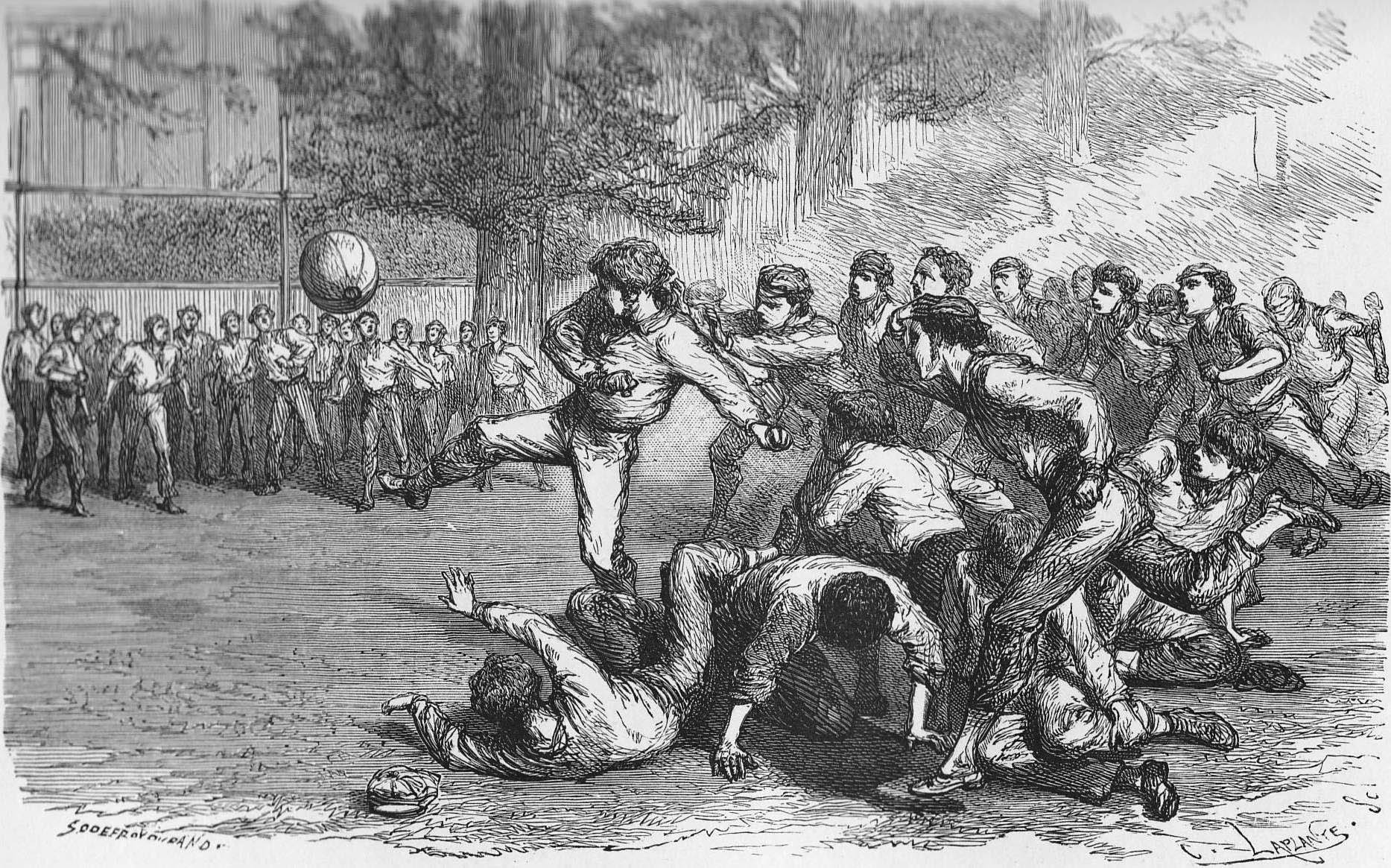
Ilustracja Godefroya Duranda z francuskiego wydania z 1875

Książka należy do nurtu powieści realistycznej, stanowi przykład gatunku powieści szkolnej, która ma w literaturze angielskiej tradycję sięgającą osiemnastego wieku. Najbardziej znane są Szkolne lata Toma Browna Thomasa Hughesa oraz W świecie dziewcząt Elisabeth Thomasiny Meade (1886), przeznaczona głównie dla młodych czytelniczek.
Szkolne lata Toma Browna uważana jest za pierwszą powieść dla chłopców opowiadającą o latach szkolnych. Odniosła natychmiastowy sukces, zdobywając popularność nie tylko wśród młodych czytelników, ale także wśród dorosłych, którzy dzięki niej wracali z nostalgią do wspomnień z lat szkolnych. Lektura niosła pozytywne przesłanie o tym, że edukacja szkolna może być szczęśliwa i radosna. Książka uczyła ponadto czytelników, jak radzić sobie z prześladowcami oraz jakie są podstawowe zasady gry w piłkę nożną i krykieta. Zawierała także sporo refleksji filozoficznej na temat natury chrześcijaństwa. Powieść Hughesa znacznie wpłynęła na rozwój gatunku, a jej motywy: rywalizacja sportowa pomiędzy internatowymi domami, walka z łobuzami prześladującymi słabszych, wymagający, ale mądry dyrektor, powracają w późniejszych powieściach tego gatunku, np. w Stalky i spółka Rudyarda Kiplinga (1899). Hughes za pośrednictwem książki dał czytelnikom narrację, w ramach której mogą przywoływać swoje własne wspomnienia i zestawiać je z rzeczywistością, co wykorzystali przy pisaniu dzieł także inni pisarze, w tym między innymi F. Anstey w książce Vice Versa.
W 1898 roku Clement King Shorter, brytyjski dziennikarz i krytyk literacki, przygotował dla magazynu literackiego „The Bookman” listę 100 najlepszych powieści wszech czasów, wśród których znalazła się także powieść Szkolne lata Toma Browna. Powieść miała także wpływ na karierę popularnego w XIX w. angielskiego krykiecisty Williama Gilberta „WG” Grace’a.
Znajdujące się w książce liczne przykłady teorii edukacyjnych Thomasa Arnolda wywarły istotny wpływ na Pierre’a de Coubertina i jego filozofię olimpizmu. Pomogły mu one zrozumieć potencjał wychowania fizycznego w edukacji ogólnej i szerszej socjalizacji jednostki. Francuski pedagog w 1883 odwiedził nawet Rugby i inne szkoły, aby uzyskać bardziej szczegółową wiedzę na temat angielskiej edukacji w szkołach publicznych. Powieść była również jedną z inspiracji J.K. Rowling do napisania cyklu książek o Harrym Potterze. Pierwsza powieść z siedmiotomowego cyklu autorstwa angielskiej powieściopisarki – Harry Potter i Kamień Filozoficzny – bezpośrednio nawiązuje do struktury i tematu dzieła Thomasa Hughesa.
W Japonii Szkolne lata Toma Browna były jednym z najpopularniejszych podręczników języka angielskiego dla uczniów szkół średnich w okresie Meiji. W 1899 roku skrócona wersja książki (z pominięciem dziewiątego rozdziału części pierwszej oraz piątego i siódmego rozdziału części drugiej) została opublikowana w tłumaczeniu japońskim. Drugie dwuczęściowe japońskie tłumaczenie Tsurumatsu Okamoto i Tomomasa Murayama pojawiło się w latach 1903 i 1904. Wersje te, oprócz poprzednich pominięć, pomijały również scenę opisującą mecz krykieta z powodu nieznajomości zasad tej gry przez tłumaczy. Trzecie częściowe tłumaczenie powieści, składające się wyłącznie z pierwszej części książki, zostało wydane w 1912 roku przez Nagao Tachibanę. Czwarte tłumaczenie, również skrócone przez Sada Tokinoya, opublikowano w 1925 roku. Pełne tłumaczenie powieści ukazało się dopiero w 1947 roku.
Maria Mierzyńska w swojej recenzji na łamach dwumiesięcznika „Poradnik Biblioteczny” z 1934 roku zwróciła uwagę, iż książka przytacza dużą ilość szczegółów z życia sportowego angielskiej młodzieży.

## Polskie wydanie

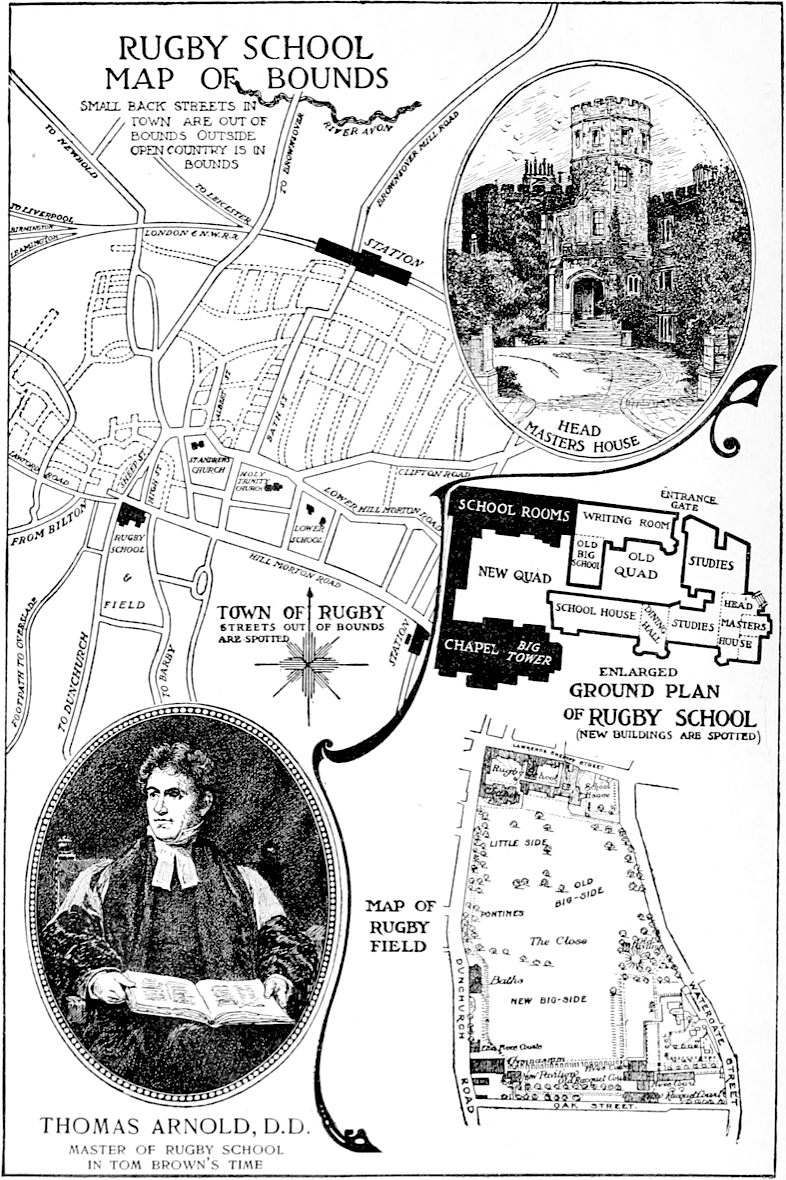
Ilustracja z 6., angielskiego wydania, 1911

Pierwsze polskie wydanie, zatytułowane Lata szkolne Toma Browna, ukazało się niewielkim nakładem „Wieczorów Rodzinnych” w 1913 roku. W 1933 roku Księgarnia Jakuba Przeworskiego wydała nakład pod tytułem: Szkolne lata Toma Brown’a: powieść dla młodzieży, w przekładzie Władysławy Wielińskiej i z ilustracjami Zuli Szretterówny, który odbito w drukarni „Grafia” w Warszawie. Zawartość książki podzielona była na dwie części zawierające łącznie 247 stron:
- Część 1:
  - W drodze do Rugby
  - Rugby i piłka nożna
  - Po meczu
  - Przywykanie do jarzma
  - Wojna o niepodległość
  - Wypadki
- Część 2:
  - Punkt zwrotny
  - Nowy
  - Arthur zawiera przyjaźń
  - Miłośnicy ptaków
  - Walka
  - Choroba Arthura
  - Wahania i wątpliwości
  - Ostatni mecz.

## Ekranizacje
Powieść Thomasa Hughesa doczekała się kilku ekranizacji:
- 1916: Tom Brown’s Schooldays, reż. Rex Wilson[23]
- 1940: Tom Brown’s School Days, reż. Robert Stevenson[24]
- 1951: Tom Brown’s Schooldays, reż. Gordon Parry[25]
- 1971: Tom Brown’s Schooldays, serial telewizyjny, reż. Gareth Davies[26]
- 2005: Tom Brown’s Schooldays, reż. David Moore[27]